# Свято Купала
Свя́то Купа́ла (Іва́на Купа́ла, Купа́йла) — традиційне, дохристиянське свято східних слов'ян, старослов'янське свято, що після запровадження християнства відзначалося перед Різдвом Івана Предтечі. Прив'язане до сонцестояння, коли сонце перебуває в найвищій точці на небі, і, відповідно, найдовший день і найкоротша ніч у році. Християнізована назва свята включає ім'я Івана Хрестителя. Квінтесенцією свята є вечірнє й нічне очищення за допомогою вогню й води — давня форма магічних дій. Одне з чотирьох головних свят сонячного календаря.
Святкування аналогічних свят, пов'язаних із сонцестоянням, відоме в багатьох інших індоєвропейських народів: білорусів, сербів, словенців, чехів, болгарів, росіян, німців, австрійців, англійців. Такі свята відомі під назвою Ліго в латишів, Літа в кельтів, Вардавар у вірмен,Сан-Хуан в іспанців.

## Етимологія
Назву утворено від імені язичницького бога земних плодів Купала. На думку польського історика Александра Ґейштора слово виводиться зі слова «купатися», вказуючи на ритуальне купання в річці, перше в році. Російський філолог Володимир Топоров вбачав походження назви свята від індоєвропейського кореня *kų̄p — «горіти, кипіти». Крім того, робилися спроби простежити зв'язок назви «Купала» з індійським словом «куп» («сяяти», «гніватися»), «ку» («земля»), «пола» («захисник»), що стосується певного «покровителя землі». На думку російського історика Бориса Рибакова, свято Івана Купала етимологічно не пов'язане з дієсловом «купатися» (бо основним процесом були ігри біля нічного багаття), а з коренем «куп», що створює ряд слів, що позначають з'єднання людей: «вкупі», «купно».
За версією польського історика культури та філолога Александера Брюкнера, назва свята є слов'янським варіантом імені Іоанн Хреститель (грец. Ιωάννης ο Βαπτιστής). На думку радянського і російського лінгвіста Анатолія Журавльова, оскільки βαπτιστής, «баптістіс» — епітет Іоанна, що буквально перекладається як «купатель, занурювач», у народі його звали Іваном Купалою (Купайлою). Така назва свята була зумовлена і власне слов'янськими уявленнями: купання (від праслов. *kǫpati) означає ритуальне обмивання, очищення, яке здійснювалося у відкритих водоймах. Тому, з одного боку, саме цьому має бути зобов'язана поява епітету «Купала», «Купайла» — як переклад «Хреститель», а, з іншого боку, назва свята пізніше була переосмислена народною етимологією та ув'язана з ритуальними купаннями в річках під час цього свята. Так само роз'яснюється і друга назва купалій — «собітка» (у лемків, словаків купальські пісні називаються собітковими). Схоже, що собітка походить від одного семантичного кореня з купайлом: собітка (собутка) — соботка — событие, тобто, событно — знов-таки, разом, укупі, купно. Купало, Купалії, Собітка — назви давньослов'янські. Ім'я ж «Іван» (Івана Купайла) — пізніша приставка, напевно, десь XV—XVII ст., коли Купайло у свідомості народу почало частково ототожнюватися з християнським святом Іоанна (Івана) Хрестителя.
Назва «купала» проте відома на ширшому ареалі, ніж власне східнослов'янський. Наприклад, у чеській мові kupadło — це нитка для прив'язування подарунків у день святого Івана. Слово «купалка» в деяких місцевостях означає русалку.

## Дати святкування
Свято Івана Купала прив'язане до сонцестояння, ділячи рік на дві половини. До нього тривалість дня довшає, після нього коротшає. Сонцестояння відбувається 20 чи 21 червня, залежно від того, чи є рік високосним. Але традиційно Івана Купала відбувається напередодні свята Івана Предтечі, тому не відповідає астрономічному явищу сонцестояння.
У зв'язку із запровадженням григоріанського календаря в 1918 році в УНР, але не на рівні Православної церкви в Україні, до 2024 року свято за християнською прив'язкою припадало у XX—XXI ст. на ніч 7 липня, що відставало значно далі від справжнього сонцестояння.
Після проведення реформи церковного календаря у 2023 році українці, що дотримуються григоріанського календаря, знову відзначають Івана Купала з 2024 в ніч із 23 на 24 червня.

## Історія

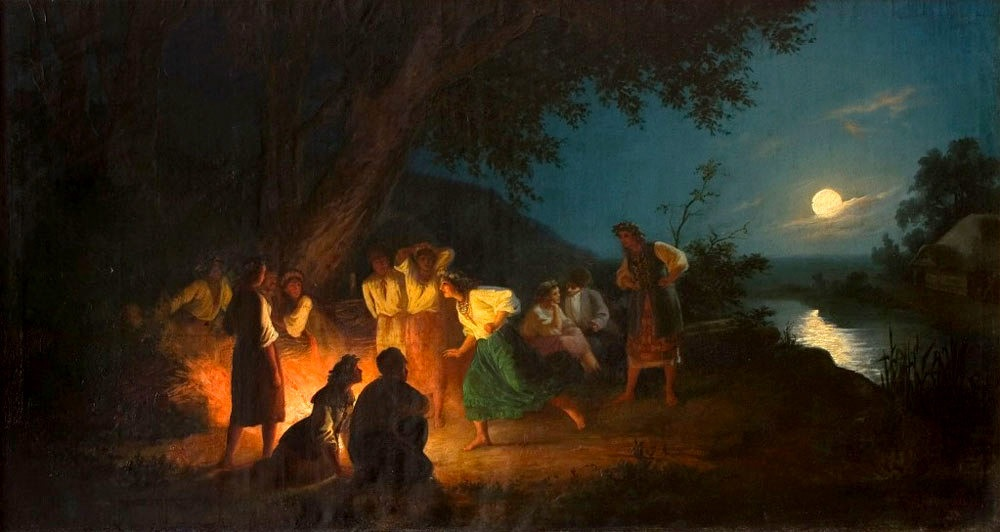
Генріх Семирадський. Ніч на Івана Купала

Походження свята, на думку низки дослідників, дослов'янське. Віктор Давидюк вбачав його корені в обрядах культури шнурової кераміки (близько 2300—1700 рр. до н. е), коли юнацькі ватаги здійснювали викрадення дівчат. Подальша купальська оргія слугувала формою укладення шлюбних стосунків. Історик Юрій Климець погоджується, що первісним змістом свята Купала були оргії. Олександр Курочкін писав, що свято сонцевороту позначало початок сезону, коли укладалися шлюби. Додаткове хліборобське значення, прив'язане до сонцевороту, нашарувалося пізніше у зв'язку з тим, що після Купала починалися жнива. Спершу в жертву задля хорошого врожаю ймовірно приносилася людина, а з посиленням соціального розшарування та виникненням заможної еліти людську жертву стали замінювати опудалом. Те, що опудало може як топитися, так і спалюватися (аналогічно як поводилися з мерцями), на думку Віктора Давидюка, свідчить про існування на межі залізного віку в Європі двох традицій жертвопринесень, зумовлених кліматичними умовами. В ході переселень народів ці традиції змішалися.
Перші писемні згадки про свято Купала в Україні є у Волинському літописі (1262 рік), де мовиться про події «напередодні Івана дня на самі купалья». Також на графіті № 78 у Софійському соборі Новгорода, що датується кінцем XI — початком XII століття, є напис: «На Купалиѧ», хоча без контексту. Святкування описано в польському «Травнику» (1562) Марцина з Ужендова, що писав: «У нас у ніч свята св. Івана раніше палили вогнища, танцювали, співали, віддавали почесті й молитви до диявола. Польські дівчата дотепер не хочуть відмовитися від цього язичницького звичаю». Традиції святкування зафіксовано в «Святойванівській пісні про Купальську ніч» («Pieśń świętojańska о sobótce», 1575) Яна Кохановського.

Вперше божество «Купала» згадується в Густинському літописі (XVII століття). Чи справді у східних слов'ян-язичників існував бог Купало, як це стверджує Густинський літопис, не з'ясовано. Відомо, однак, що в пантеоні богів великого князя київського Володимира Святославича, про який ідеться в «Повісті временних літ», серед богів згадуються лише: Перун, Хорс, Дажбог, Стрибог, Симаргл і Мокош. Літописець, знаючи про «бісівські ігрища» на Івана Купала, міг сприйняти назву свята за ім'я язичницького бога.

Святкування Івана Купала в Пирогові (липень 2015)

Купала міг з'явитися в народних уявленнях лише як фольклорна персоніфікація свята, що відбилася, наприклад, у піснях. Натомість у деяких регіонах Русі називали свято Ярилин день, хоча не виключено, що весняне рівнодення (новий рік) також було пов'язане з Ярилом. Це був останній день русального тижня. В давнину з цього дня й до Петра гралися весілля.
Святкування дня Івана Хрестителя на сонцестояння було встановлено християнською Церквою в IV ст. н. е. Таким чином воно відбувалося через пів року після Різдва Христового. Така дата була обрана через слова Івана Хрестителя «Я не Христос, але посланий я перед Ним… Він має рости, я ж маліти» (Івана 3:28, 3:30). Це порівнюється з тим фактом, що висота сонця на небі та тривалість дня після літнього сонцестояння зменшуються.
Під тиском християнства, яке всіляко боролося зі святом Купала різного роду заборонами, відбувся синтез язичницького свята з християнським святом Іоанна Хрестителя (Предтечі), що відбувається на честь хрещення Ісуса Христа в водах Йордану «купанням». Змінившись змістовно, язичницький обряд, однак, зберіг свої архаїчні риси, серед яких найхарактернішими є ряження в зілля, розкладання вогнищ, співання стародавніх пісень, передусім пісні-кликання, як-от: «Купало купайло, де ти зимувало, зимувало в лісі, ночувало в стрісі, зимувало в пір'єчку, літувало в зіллєчку». Закінчувалося свято стрибанням через вогонь, купанням та киданням вінків у воду, і нарешті, спаленням опудал Купала та його жіночого відповідника Марени (Мари, Марини), або утопленням їх у воді чи погребінням у землі, хованням до наступного літа.
Після християнізації Руси поступово, разом з язичницькими віруваннями, сакральні тексти майже цілковито були заміщені побутово-ігровою тематикою. Купайло із центрального язичницького дійства, пов'язаного з культом богів Неба і Сонця, до XVII століття перетворилося на молодіжну розвагу. На Краківщині свято Купала (відоме там як соботка) відзначали ще в 40-і роки XIX ст. Найархаїчніші елементи Івана Купала збереглися в білорусів. Українське святкування також містить архаїчні елементи, але переосмислені впродовж XIX ст. В росіян святкування Івана Купала більшістю зникло, або його обряди були перенесені на Трійцю та Петрів день.
За СРСР в Україні, Білорусі та Латвії купальські святкування були відновлені з безрелігійним змістом у 1960-і (епоха «Хрущовської відлиги»). Хороводи навколо вогнищ та пускання вінків по воді стали основою дійства, а саме свято Купала було переформатовано у «свято радянської молоді». Вперше таке святкування, офіційно закріплене в державному календарі, відбулося в 1959 році. Акцент робився на естетичних і грайливих аспектах, тоді як вогню надавався символізм «доброти та вічної слави радянських героїв». Замість опудал Купала й Марени спалювали опудала п'яниць і хуліганів як ворогів радянської ідеології.
Сучасні театралізовані дійства, що проводяться на Івана Купала, інсценізують давні обряди. Найменше свято розвинене у карпатському регіоні, а найбільше — на Поліссі та у центральній Україні. Здебільшого його сучасний сенс полягає у збереженні традицій предків.

## Інші назви
- Сонцекрес (деякі області України);
- Купала, Колосок, Крес (д.-рус. Кресъ);
- Ярилин день (Ярославська й Тверська області Росії);
- Купалле (білорус.);
- Rasos Rasa;
- Saulės (Литва) — День Сонця;
- день Яніса та Ліго (Латвія);
- Єньовдень (болг. Еньовден);
- Соботки (пол. Sobótki);
- Свято Сонця і кохання (біл. Свята Сонца і кахання);
- Лада (русин.);
- Іван-травник, Копальний Іван;
- Іван добрий, любовний, квітковий, чистоплотний, Іван Відьмацький (біл. Іван Вядзьмацкі);
- Іван-чарівник (біл. Іван Калдунскі);
- Св. Йован Ігритель (серб. Св. Jован Игритель);
- Перший покос, Варфоломій і Варвара.

## Традиції

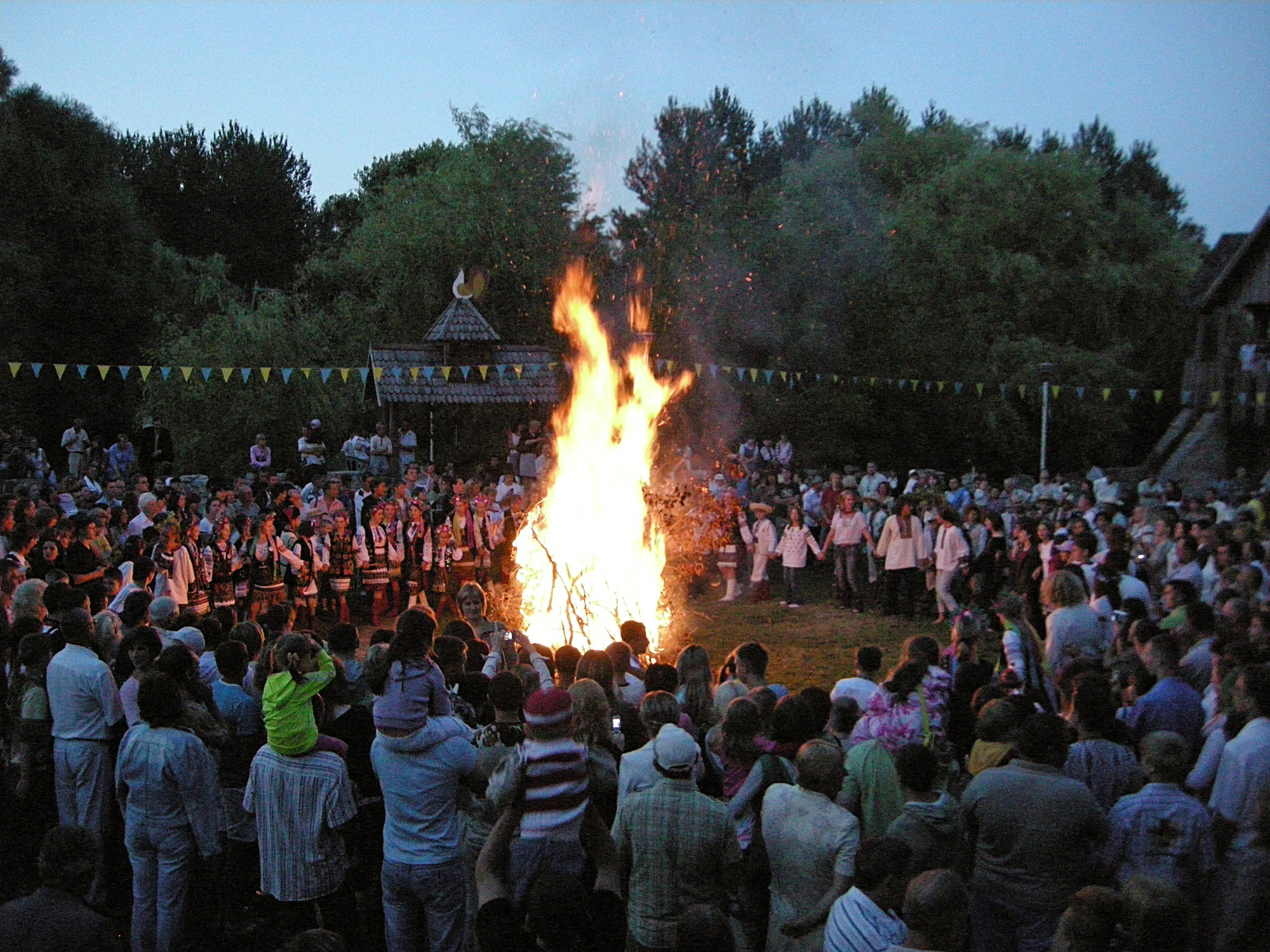
Купальське вогнище в Тернополі, 2008

### Структура святкування
Купальські обряди та ігри дуже різноманітні, якщо враховувати усі територіальні відмінності. Загалом обряд проходить в такій послідовності: ставиться опудало Купала та/або Марени, навколо якого водять танки́ і співають пісні; розпалюється вогнище, через яке потім стрибають; розривають опудала; топлять у воді або спалюють їх; пускають вінки у воду; водять танки́ і співають усю ніч. Центральним об'єктом святкування слугує вогнище, причому подекуди вогонь для нього добували архаїчним способом — тертям дерева об дерево. Жанрове розмаїття текстів купальських пісень доволі широке — від заклинань зі звертаннями до сонця до ворожіння й сватання молодих пар.

### Купало та Марена

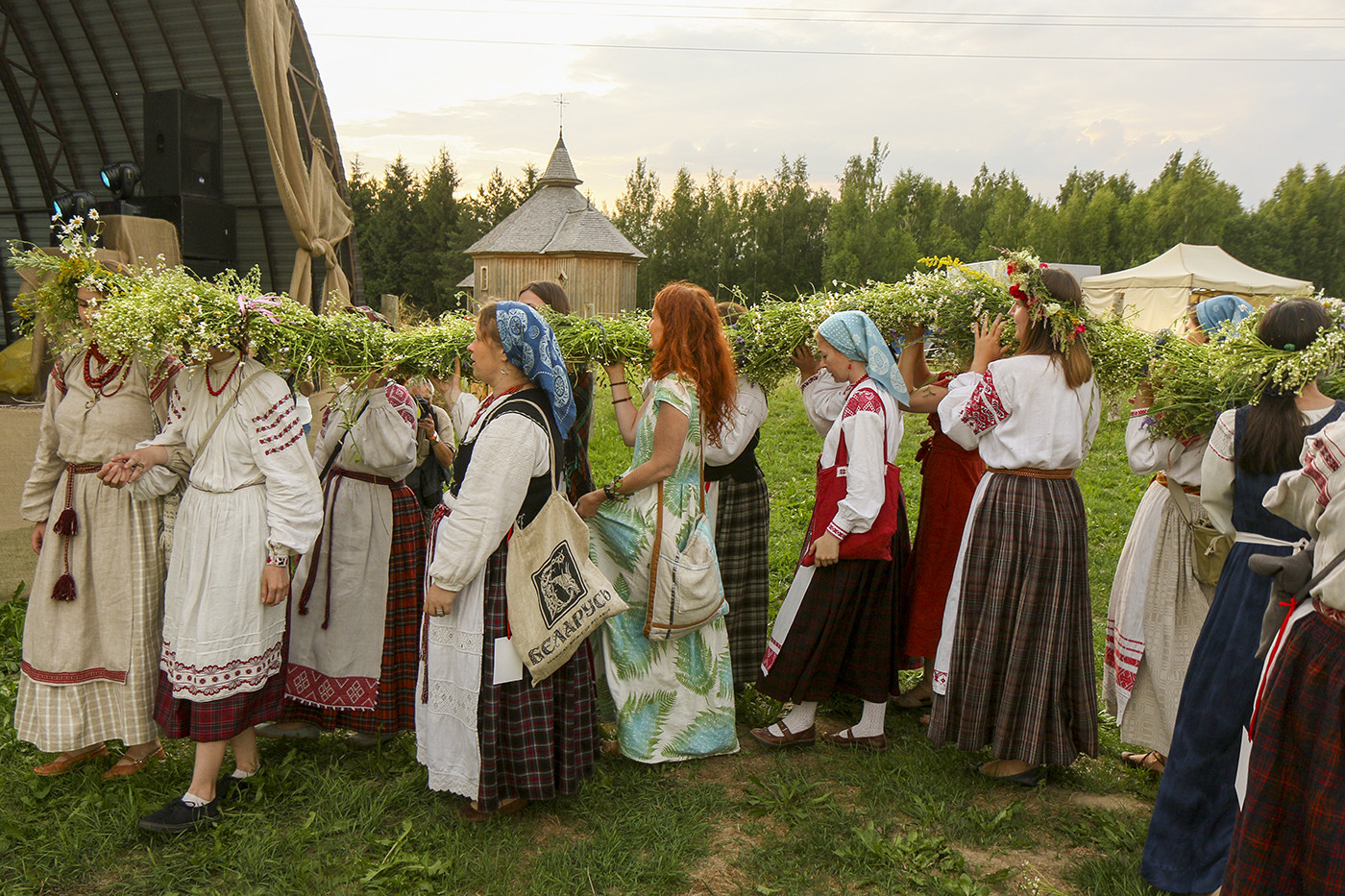
Купальська хода в Білорусі, 2019

Головні атрибути свята — це фігурки Купала й Марени (Мари, Марини). Власне святкування починалося з виготовлення їхніх опудал. На Поділлі й Волині дівчата виготовляють опудало з гілки верби й прикрашають її квітами та вінками. На Київщині та Одещині його виготовляють із гілок будь-якого дерева, на Полтавщині — з гілок чорноклену, вишні та соломи. На Слобожанщині — з гілок чорноклену та трави. На Полтавщині в одних населених пунктах опудало виготовляють із соломи, прикрашають його стрічками й намистом, в інших замість солом'яного опудала саджають дитя, яке виконує роль Івана Купала. Зрідка виготовляли глиняні фігурки Купала та Марени з жовтої глини. Різниця між Купалом і Мареною буває тільки зовнішньою: Купало має намисто, а Марена вінок; або вони вбрані у відповідно чоловічий і жіночий одяг.
Згідно з реконструкціями хорватського лінгвіста Радослава Катічіча та етнограф Вітоміра Белая, Марена/Мара — це сестра та дружина Ярила, яка щороку вбиває його за подружню зраду, старіє, стаючи богинею смерті, а наступної весни відроджується. На думку польського історика Александра Ґейштора, Марена — сестра Купала. На Слобожанщині, її вважали в народі старшою русалкою. У західних слов'ян є схожий персонаж Маржана.
Існують свідчення про обрядове дерево на свято Купала, схоже на весільне гільце. Воно відоме як «Купа́ло» («Купа́йло», «Купа́йлиця»), проте могло також називатись, як і весільне деревце, гільцем. Купальське гільце на Одещині дівчата виготовляли в хаті, не пускаючи туди хлопців.
Після обіду відбувається встановлення опудал. При цьому дівчина, що несе Марену, мовчить, поки інші співають. Спершу дівчата водять хоровод навколо Купала; жінки та чоловіки не беруть участі. Спільне дійство хлопців і дівчат полягає у прикрашанні Купала та Марени, що супроводжується співом. Наприкінці святкування хлопці обривають із Купала вінки та розкладають вогнище, щоб спалити опудало, а дівчата топлять Марену в річці. Місцями існували звичаї, що хлопці повинні були відібрати опудало Марени в дівчат і розірвати його чи кинути в річку. Впродовж дня могли виготовляти та знищувати кілька Марен.

### Вогнище

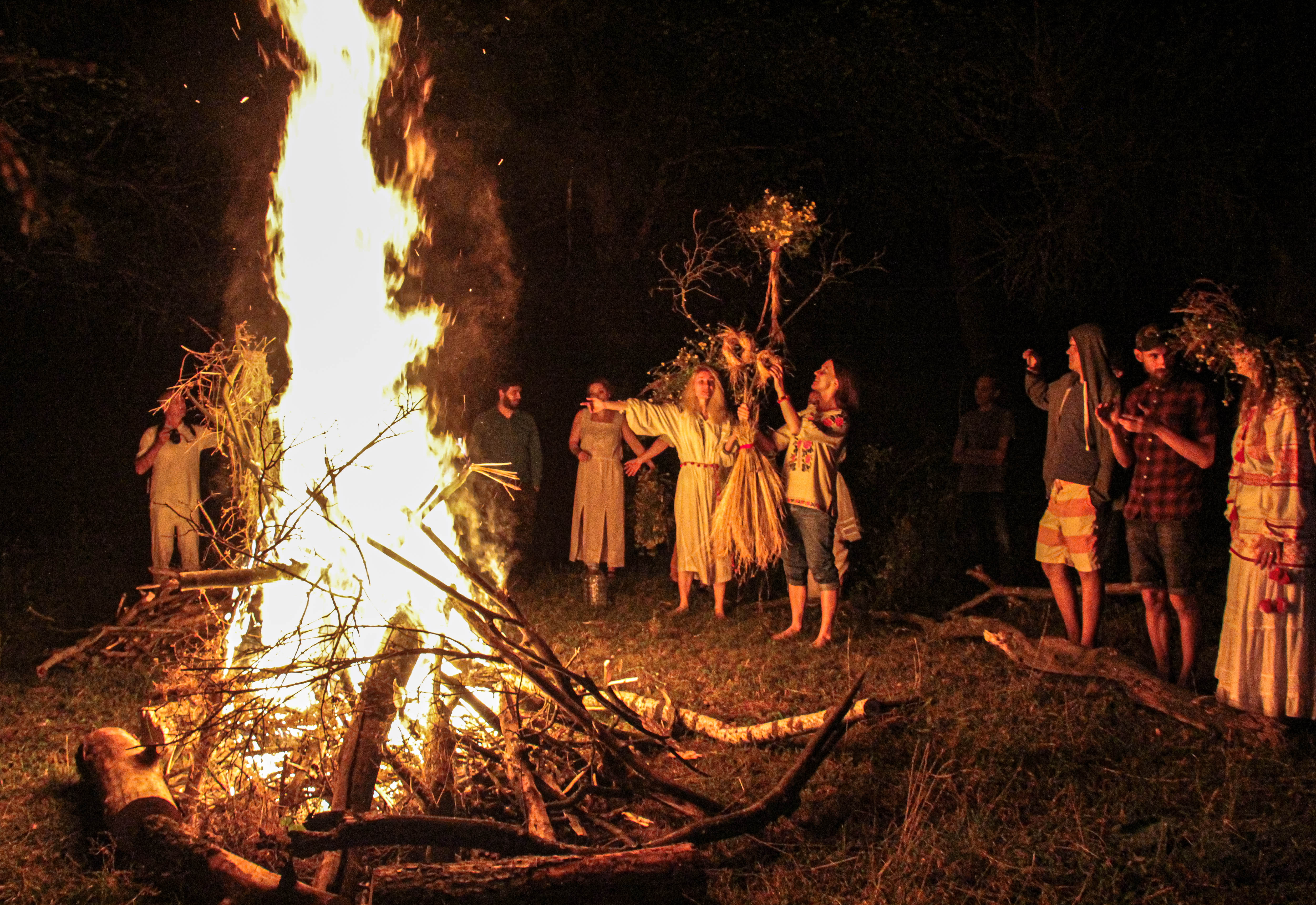
Купальське вогнище в Тернополі, 2008

Купальське вогнище відоме в широкій східнослов'янській зоні, що охоплює всю Білорусь включно з прилеглими районами Смоленської, Псковської, Брянської областей, Північну й Центральну Україну, південь Росії (Курська, Воронезька, Тамбовська обл.). Паливом слугують зазвичай гілки, але відомі фольклористичні записи про спалення старих дерев'яних речей, тканини, торішньої соломи. Все це везлося до місця розведення вогнища возом, у який запрягали подекуди коня, а подекуди хлопця.
Вогнище розкладається хлопцями на березі річки. Потім хлопці й дівчата парами стрибають через вогонь, тримаючись за руки. Перед цим вони можуть обмінятися вінками. Перестрибнувши, пара обходить навколо опудала Купали.
На Полтавщині стрибанню через вогнище передувало стрибання босоніж через кропиву. Іноді, як у Куп'янську, кропива цілком заміняла вогнище.
Білоруси ставили в центрі купальського вогнища стовп, на якому вгорі кріпилося колесо. Іноді на колесо клали кінський череп («відьму») і збивали його у вогонь; потім молодь веселилася, співала та танцювала біля багаття. В білорусів також відомий обряд спалювання в купальському вогнищі старих речей.

### Дівочі вінки

Дівчата в купальських вінках

Як дівочі, так і хлопчачі вінки можуть плестися з кануперу (пижма), любистку, зірок (гвоздики), божого дерева (полину), сокирок, барвінку, васильку, м'яти, рути, резеди та інших пахучих трав.
Після втоплення Марени дівчата тікають від хлопців до води, щоб ворожити («заворожувати вроду»). Вони дістають свічки, запалюють їх і, прилаштувавши до своїх вінків, пускають на воду. Поки вінки пливуть, дівчата йдуть понад річкою та співають:
|  | В гаю зелененькім соловейко щебече, Соловейко щебече; Там дівчина мила віночок пустила З барвіночку, з барвіночку. Плинь, плинь, віночку, гарний з барвіночку, За миленьким, за миленьким... |

За поведінкою вінка визначалася доля: якщо потоне, то дівчина, що його пустила, не одружиться. Якщо вінок плаває добре й свічка горить яскраво, то дівчина вийде заміж, якщо вінок крутиться на місці, то вона ще буде дівчиною. Якщо вінок пливе далеко й зачепить якийсь берег, то дівчина піде заміж саме туди.
На Полтавщині пущений на воду вінок переймає наречений дівчини — «переємець», що має одружитися з нею. Дівчина лишає на вінку певну прикмету, про яку пара заздалегідь домовляється, щоб хлопець упізнав і зловив саме той вінок.
Вінки крім того могли використовуватися в ворожіннях інакше: дівчата могли закидати їх через голову на дах хати. Також зберігали вінки на горищі, вірячи, що зілля, з якого сплетений вінок, цілюще.
У Карпатах дівчата також оперізувалися перевеслом із пахучих трав, із тих самих трав плели вінки й клали їх собі на голови.

### Рослини

#### Папороть

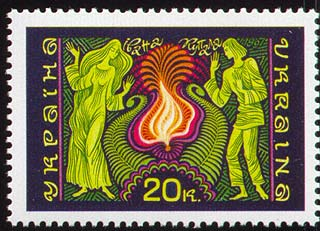
Квітка папороті на українській поштовій марці

Існує повір'я про цвіт папороті, що нібито з'являється в купальську ніч. За переказами, папороть цвіте лише одну коротку мить найкоротшої у році ночі перед днем Івана Купала. Здобути цю квітку досить важко, оскільки її береже від людей нечиста сила. Розшукати її може тільки молодий хлопець, часто неодружений або єдиний син в родині. Той, хто має цвіт папороті, нібито отримає дар прозріння майбутнього й здібність розуміти мову звірів і птахів, дізнаватися про долю людей, зцілювати хворих, може знаходити заховані в землю скарби.
Встановити що за реальна рослина лягла в основу квітки папороті складно з огляду на те, що назва «папороть» в фольклорі — це збірна назва багатьох рослин, які зростають на заболочених землях. Разом з тим імовірно, що повір'я про цвіт папороті могло виникнути через особливості будови папоротей родини Osmundaceae, а саме Osmunda regalis (чистоуст королівський). Їхнє листя поділяється на спороносне та стерильне; спороносне справді нагадує квітку, ростучи між стерильним, та вирізняється стрілоподібною формою й розташуванням спорангіїв на верхівці стебла.

#### Трави

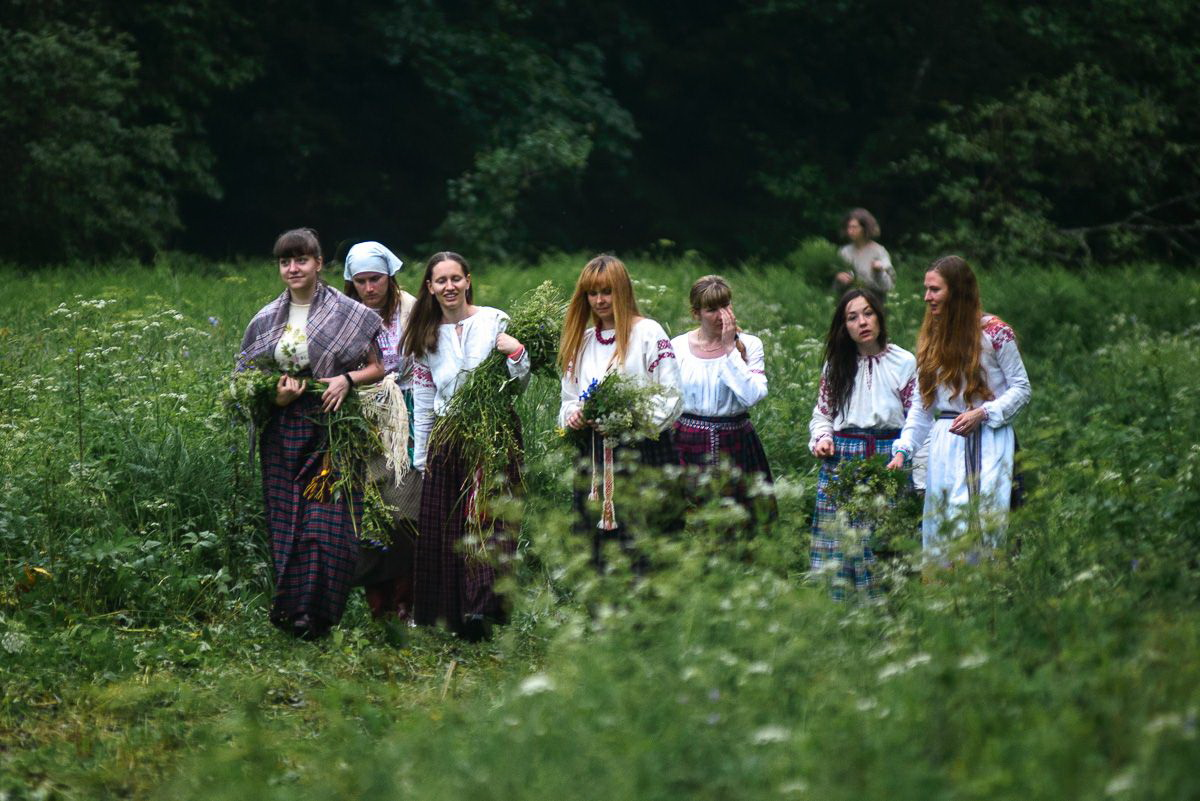
Збирання купальських трав у Білорусі

Напередодні Купала чоловіки та жінки йшли у ліси, на болота, де збирали зілля, копали корені, після чого готували з них ритуальні напої. Збирали Іванів цвіт (звіробій), лопух, богородську траву (чебрець) та ведмеже вухо.
Листю, що лишилося після того, як Марена знищена, в народі приписувалася магічна сила, тому його нібито прагнули зібрати відьми.
На Полтавщині зафіксовано переказ про «переліт-траву», що світиться на Івана Купала та може переноситися з місця на місце.

### Інші традиції та уявлення
На Чернігівщині діти влаштовували окремі ігри, стрибаючи через кропиву та виготовляючи власного Купала з кропиви та будяка.
У ряді місцевостей поширення українських та білоруських традицій лише після Івана Купала припиняли співати веснянки.
На Київщині ще в другій половині ХІХ існувала традиція, що зранку, до сходу сонця, дівчата брали довгу тичку, насаджували на неї мітлу, вибігали на вулицю, розмахували мітлою та співали насмішливих пісень на адресу хлопців. Хлопці у відповідь глузували дівчат і намагалися відібрати тичку з мітлою та поламати їх.
За гуцульськими уявленнями, від Івана Купала й до свята Іллі відбуваються «горобині ночі», коли грім може вбити людину.

## Свято Івана Купала та християнство
На 24 червня припадає і Різдво Івана Предтечі, яке святкують християни східного обряду, і свято Івана Купала, що різні за своїм наповненням. Дійства з використанням опудал, вінків, вогнищ в своїй суті пов'язане з давньослов'янською вірою та має магічний характер — ритуальні очищення вогнем, ворожіння, гадання, ігри. В часи після Хрещення Русі старі звичаї стали тісно пов'язаними з християнською подією, свято набуло нового змісту.
Історично купальські святкування засуджувалися як православним, так і католицьким кліром. Сучасні церкви офіційно визнають лише назву Різдво Івана Предтечі. Натомість серед народу вживають назву «Івана Купала», або просто «Купала», часто не розділяючи два свята.
Українські церкви переважно не заперечують проти розваг у цей день, зауважуючи, що це частина популярної культури. Водночас представники духовенства зазначають, що християнське свято Івана Предтечі належить чітко відділяти від язичницького свята Купала.

## Свято в фольклорі та мистецтві
Купайлівські дійства зафіксовані у прислів'ях та приказках: «Зелене Купало з літа упало», «Догодуй бджолу до Івана, то нарядить тебе, як пана». Купайлівські прикмети: «Велика роса на Івана — буде врожай огірків та горіхів», «Купальська ніч зоряна — вродять гриби».
Перекази про квітку папороті, що цвіте вночі на Івана Купала, використовували Микола Гоголь («Вечір проти Івана Купала»), Юзеф Крашевський («Квітка папороті»), Вінцент Дунін-Марцинкевич, Янка Купала («В купальську ніч», «Курган»), Якуб Колас («Ніч, коли папороть цвіте»), Михайло Камиш («На Купали»), Франтішек Олехнович (дитяча п'єса «Квітка папороті», 1916), Констанція Буйло («Квітка папороті»), Володимир Короткевич («В ту ніч», п'єса «Колиска чотирьох чарівниць»).
Уявлення про шабаш, на який злітається в купальську ніч нечиста сила, використав Модест Мусоргський у 1867 році створив музичний твір «Іванова ніч на Лисій горі». А Римський-Корсаков на його основі балет «Ніч на Лисій горі».
Згадується у поезіях Ігоря Павлюка, Марії Влад, Бориса Мозолевського, Марини Павленко.

### Кінематограф
- «Вечір на Івана Купала» (1968) — український радянський художній фільм-драма кіностудії ім. Олександра Довженка на теми оповідань Миколи Гоголя та українських народних казок.
- «Квітка папороті» (1979) — мультфільм за мотивами оповіданням Гоголя.
- «Бездушні» (2020) — бразильський містичний серіал, події якого відбуваються в середовищі української діаспори Бразилії під час святкування Свята Купала
- «Морена» (2024) — українська етномістична драма з елементами жахів режисера Сергія Альошечкіна.

## Додаткова література
- Голобуцький П. В., Карадобрій Т. А. Купала, Купайло // Енциклопедія історії України : у 10 т. / редкол.: В. А. Смолій (голова) та ін. ; Інститут історії України НАН України. — К. : Наукова думка, 2009. — Т. 5 : Кон — Кю. — С. 499. — ISBN 978-966-00-0855-4.
- Купала (Івана Купала) // Українська минувшина. Ілюстрований етнографічний довідник. 2-е вид. / А. П. Пономарьов, Л. Ф. Артюх, Т. В. Косміна та ін. — К.: Либідь, 1994. — С. 195—196. ISBN 5-325-00592-8
- Івана Купала // Кусайкіна Н. Твоя країна — Україна. Енциклопедія українського народознавства. — Харків: ВД «Школа», 2009. — С. 136—141. ISBN 978-966-429-016-3
- Свято Купала в Україні // Килимник С. Український рік у народних звичаях в історичному насвітленні. Том 4: Літній цикль. — Вінніпег, 1957. — С. 99—149.
- Купайло… Купало // Українська мала енциклопедія : 16 кн. : у 8 т. / проф. Є. Онацький. — Накладом Адміністратури УАПЦ в Аргентині. — 1960. — Т. 3, кн. VI : Літери Ком — Ле. — С. 792-795. — 1000 екз.
- Климець Ю. Д. Купальська обрядовість на Україні. Київ, — «Наукова Думка», 1990. —142с.